# Kamagaya

Kamagaya (鎌ヶ谷市 Kamagaya-shi?), este un municipiu din Japonia, prefectura Chiba.